# Xã Branson, Quận Taney, Missouri
Xã Branson (tiếng Anh: Branson Township) là một xã thuộc quận Taney, tiểu bang Missouri, Hoa Kỳ. Năm 2010, dân số của xã này là 18.469 người.